# Box-office 1999 au Canada et aux États-Unis
Cet article traite du box-office de 1999 au Canada et aux États-Unis. 

## Classement
| Rang | Titre                                           | Pays                                          | Réalisateur                           | Budget en USD | Recettes      |
| ---- | ----------------------------------------------- | --------------------------------------------- | ------------------------------------- | ------------- | ------------- |
| 1.   | Star Wars, épisode I : La Menace fantôme        | États-Unis d'Amérique                         | George Lucas                          | 115 000 000   | 431 088 295 $ |
| 2.   | Sixième Sens                                    | États-Unis d'Amérique                         | M. Night Shyamalan                    | 40 000 000    | 293 506 292 $ |
| 3.   | Toy Story 2                                     | États-Unis d'Amérique                         | Lee Unkrich/John Lasseter/Ash Brannon |               | 245 852 179 $ |
| 4.   | Austin Powers 2 : L'Espion qui m'a tirée        | États-Unis d'Amérique                         | Jay Roach                             |               | 206 040 086 $ |
| 5.   | Matrix                                          | États-Unis d'Amérique · États-Unis d'Amérique | Andy et Larry Wachowski               |               | 171 479 930 $ |
| 6.   | Tarzan                                          | États-Unis d'Amérique                         | Chris Buck/Kevin Lima                 |               | 171 091 819 $ |
| 7.   | Big Daddy                                       | États-Unis d'Amérique                         | Dennis Dugan                          |               | 163 479 795 $ |
| 8.   | La Momie                                        | États-Unis d'Amérique                         | Stephen Sommers                       | 76 000 000    | 155 385 488 $ |
| 9.   | Just Married (ou presque)                       | États-Unis d'Amérique                         | Garry Marshall                        |               | 152 257 509 $ |
| 10.  | Le Projet Blair Witch                           | États-Unis d'Amérique                         | Daniel Myrick/Eduardo Sánchez         |               | 140 539 099 $ |
| 11.  | Stuart Little                                   | États-Unis d'Amérique                         | Rob Minkoff                           |               | 140 035 367 $ |
| 12.  | La Ligne verte                                  | États-Unis d'Amérique                         | Frank Darabont                        |               | 136 801 374 $ |
| 13.  | American Beauty                                 | États-Unis d'Amérique                         | Sam Mendes                            | 15 000 000    | 130 096 601 $ |
| 14.  | Le monde ne suffit pas                          | États-Unis d'Amérique · États-Unis d'Amérique | Michael Apted                         | 135 000 000   | 126 943 684 $ |
| 15.  | Double Jeu                                      | États-Unis d'Amérique                         | Bruce Beresford                       |               | 116 741 558 $ |
| 16.  | Coup de foudre à Notting Hill                   | États-Unis d'Amérique                         | Roger Michell                         |               | 116 089 678 $ |
| 17.  | Wild Wild West                                  | États-Unis d'Amérique                         | Barry Sonnenfeld                      |               | 113 804 681 $ |
| 18.  | Mafia Blues                                     | États-Unis d'Amérique                         | Harold Ramis                          |               | 106 885 658 $ |
| 19.  | Le Déshonneur d'Elisabeth Campbell              | États-Unis d'Amérique                         | Simon West                            |               | 102 705 852 $ |
| 20.  | American Pie                                    | Royaume-Uni                                   | Paul Weitz/Chris Weitz                |               | 102 561 004 $ |
| 21.  | Sleepy Hollow, la légende du cavalier sans tête | États-Unis d'Amérique                         | Tim Burton                            | 70 000 000    | 101 071 502 $ |
| 22.  | Inspecteur Gadget                               | États-Unis d'Amérique                         | David Kellogg                         |               | 97 403 112 $  |
| 23.  | Hantise                                         | États-Unis d'Amérique                         | Jan De Bont                           |               | 91 411 151 $  |
| 24.  | Haute Voltige                                   | États-Unis d'Amérique                         | Jon Amiel                             |               | 87 704 396 $  |
| 25.  | Pokémon, le film : Mewtwo contre-attaque        | États-Unis d'Amérique                         | Kunihiko Yuyama                       |               | 85 744 662 $  |
| 26.  | Payback                                         | États-Unis d'Amérique                         | Brian Helgeland                       |               | 81 526 121 $  |
| 27.  | Le Talentueux Mr Ripley                         | États-Unis d'Amérique                         | Anthony Minghella                     |               | 81 298 265 $  |
| 28.  | L'Enfer du dimanche                             | États-Unis d'Amérique                         | Oliver Stone                          |               | 75 530 832 $  |
| 29.  | Peur bleue                                      | États-Unis d'Amérique                         | Renny Harlin                          |               | 73 648 142 $  |
| 30.  | Galaxy Quest                                    | États-Unis d'Amérique                         | Dean Parisot                          |               | 71 583 916 $  |

## Classement par week-end
| #  | Date              | Film no 1                                | Recettes     |
| -- | ----------------- | ---------------------------------------- | ------------ |
| 1  | 1er janvier 1999  | Patch Adams                              | 19 050 675 $ |
| 2  | 8 janvier 1999    | Préjudice                                | 15 163 484 $ |
| 3  | 15 janvier 1999   | American Boys                            | 15 204 148 $ |
| 4  | 22 janvier 1999   | American Boys                            | 10 574 508 $ |
| 5  | 29 janvier 1999   | Elle est trop bien                       | 16 065 430 $ |
| 6  | 5 février 1999    | Payback                                  | 21 221 526 $ |
| 7  | 12 février 1999   | Une bouteille à la mer                   | 18 852 976 $ |
| 8  | 19 février 1999   | Payback                                  | 10 268 237 $ |
| 9  | 26 février 1999   | 8 millimètres                            | 14 252 888 $ |
| 10 | 5 mars 1999       | Mafia Blues                              | 18 383 507 $ |
| 11 | 12 mars 1999      | Mafia Blues                              | 15 567 669 $ |
| 12 | 19 mars 1999      | Un vent de folie                         | 13 510 728 $ |
| 13 | 26 mars 1999      | Un vent de folie                         | 9 439 629 $  |
| 14 | 2 avril 1999      | Matrix                                   | 27 788 331 $ |
| 15 | 9 avril 1999      | Matrix                                   | 22 563 331 $ |
| 16 | 16 avril 1999     | Perpète                                  | 20 414 775 $ |
| 17 | 23 avril 1999     | Matrix                                   | 12 642 717 $ |
| 18 | 30 avril 1999     | Haute Voltige                            | 20 145 595 $ |
| 19 | 7 mai 1999        | La Momie                                 | 43 369 635 $ |
| 20 | 14 mai 1999       | La Momie                                 | 24 856 320 $ |
| 21 | 21 mai 1999       | Star Wars, épisode I : La Menace fantôme | 64 820 970 $ |
| 22 | 28 mai 1999       | Star Wars, épisode I : La Menace fantôme | 66 904 298 $ |
| 23 | 4 juin 1999       | Star Wars, épisode I : La Menace fantôme | 32 891 653 $ |
| 24 | 11 juin 1999      | Austin Powers 2 : L'Espion qui m'a tirée | 54 917 604 $ |
| 25 | 18 juin 1999      | Tarzan                                   | 34 221 968 $ |
| 26 | 25 juin 1999      | Big Daddy                                | 41 536 370 $ |
| 27 | 2 juillet 1999    | Wild Wild West                           | 27 687 484 $ |
| 28 | 9 juillet 1999    | American Pie                             | 18 709 680 $ |
| 29 | 16 juillet 1999   | Eyes Wide Shut                           | 21 706 163 $ |
| 30 | 23 juillet 1999   | The Haunting                             | 33 435 140 $ |
| 31 | 30 juillet 1999   | Just Married (ou presque)                | 35 055 556 $ |
| 32 | 6 aout 1999       | Sixième Sens                             | 26 681 262 $ |
| 33 | 13 aout 1999      | Sixième Sens                             | 25 764 991 $ |
| 34 | 20 aout 1999      | Sixième Sens                             | 23 950 008 $ |
| 35 | 27 aout 1999      | Sixième Sens                             | 20 099 149 $ |
| 36 | 3 septembre 1999  | Sixième Sens                             | 22 896 967 $ |
| 37 | 10 septembre 1999 | Stigmata                                 | 18 309 666 $ |
| 38 | 17 septembre 1999 | Flic de haut vol                         | 19 208 806 $ |
| 39 | 24 septembre 1999 | Double Jeu                               | 23 162 542 $ |
| 40 | 1er octobre 1999  | Double Jeu                               | 17 018 808 $ |
| 41 | 8 octobre 1999    | Double Jeu                               | 13 541 285 $ |
| 42 | 15 octobre 1999   | Fight Club                               | 13 541 285 $ |
| 43 | 22 octobre 1999   | Le Mariage de l'année                    | 9 031 660 $  |
| 44 | 29 octobre 1999   | La Maison de l'horreur                   | 15 946 032 $ |
| 45 | 5 novembre 1999   | Bone Collector                           | 16 712 020 $ |
| 46 | 12 novembre 1999  | Pokémon, le film : Mewtwo contre-attaque | 31 036 678 $ |
| 47 | 19 novembre 1999  | Le monde ne suffit pas                   | 35 519 007 $ |
| 48 | 26 novembre 1999  | Toy Story 2                              | 57 388 839 $ |
| 49 | 3 décembre 1999   | Toy Story 2                              | 27 760 276 $ |
| 50 | 10 décembre 1999  | Toy Story 2                              | 18 249 880 $ |
| 51 | 17 décembre 1999  | Stuart Little                            | 15 018 223 $ |
| 52 | 24 décembre 1999  | L'Enfer du dimanche                      | 13 584 625 $ |
| 53 | 29 décembre 1999  | Stuart Little                            | 16 022 757 $ |